# Chudziki
Chudziki – część wsi Bojanów w Polsce położona w województwie podkarpackim, w powiecie stalowowolskim, w gminie Bojanów.
W latach 1975–1998 Chudziki administracyjnie należały do województwa tarnobrzeskiego.